# 金振晩
金 振晩（キム・ジンマン、朝鮮語: 김진만、1918年7月31日または1918年11月11日 - 2006年5月10日）は、大韓民国の政治家、実業家。第3・4・6・7・8・9・10代韓国国会議員、第9代国会副議長。本貫は江陵金氏。号は東谷（トンゴク、동곡）。

## 経歴
日本統治時代の江原道三陟郡（現・東海市）出身。1936年に日本浪華商業学校を卒業し、1937年に同志社高等商業学校で修学した。その後は金融組合及び会社で勤務し、解放後は三陟開発北三化学工業所自治委員長・常務理事・理事長を務めた。
1954年の第3代総選挙で自由党所属で初当選し、国会議員を7期務めたほか、自由党三陟郡党副委員長、民主共和党党務委員、院内総務、財政委員長、国会商工委員長、国会副議長、アジア国会議員連合（APU）第9次総会議長、韓英議員協会会長を歴任した。特に1969年の3選改憲から1971年の10・2抗命波動までは金成坤、白南檍、吉在号と「4人体制」を構築し、金鍾泌を中心とした民主共和党内の旧主流グループと対抗する新主流グループを率いて、党の主導権を握ろうとしたが、抗命波動の後に維新体制の成立により朴正煕の支配権が続いたため霧散となった。1980年、新軍部により不正蓄財者に指定され、国家保安司令部に連行された。46日間の監禁の後、ソウル特別市内江南の土地1000余坪および財産を強制献納された。
政界以外ではマスコミ・育英・文化分野で活動し、1957年に江原日報社社長、1969年に鄭周永、金一煥らと金剛奨学会を設立し、1975年に東谷文化財団を設立し理事長を務めた。1997年から1999年までには大韓民国憲政会会長、2001年6月からは民族中興会会長などを歴任した。2006年に持病により89歳で死去した。

## 親族
- 金振九（兄） - 制憲国会議員[5]
- 金俊起（朝鮮語版）（長男） - 実業家、東部グループ会長[3]、妻は三養社創業者の金秊洙（朝鮮語版）の孫娘[6]
- 金宅起（朝鮮語版）（次男） - 政治家、第16代韓国国会議員[3]、政治家の李哲承の娘で学者の李亮喜の元夫[7]。
- 小説家金東里の息子で弁護士の金平祐（朝鮮語版）、農心グループ会長の辛春浩（朝鮮語版）の息子は娘婿[6][8]。
- 車病院グループ（朝鮮語版）会長の車光烈（朝鮮語版）の娘は孫の妻[6]。